# A.T.O.M.
A.T.O.M. (англ. Alpha Teens On Machines) — французький мультиплікаційний серіал про пригоди п'ятьох людей, які самі себе називають Alpha Team та проживають у вигаданому місті Ленмарк-сіті. Серіал транслювався телеканалом Jetix з 2005 по 2008 рік.

## Сюжет

### 1 сезон
П'ятеро підлітків беруть участь у телешоу на виживання. Проходячи разом усі перешкоди та допомагаючи одне одному вони виходять до фіналу та виграють шоу. Їх вітає з перемогою впливовий бізнесмен та організатор шоу містер Лі. Він пропонує команді, що складається з Акселя, Лайнес, Шарка, Кінга та Гоука співпрацю з його мегакорпорацією Лі Індастріз. Підлітки погоджуються. В ході своєї роботи вони ведуть боротьбу з особливо небезпечним злочинцем Александром Пейном. Їм вдається заарештувати Пейна, однак, команді тепер загрожує нова небезпека.

### 2 сезон
Компанія Лі Індастріс починає займатись біотехнологіями. Пізніше з'ясовується, що у містера Лі насправді зовсім інші плани, ніж науково-медичні дослідження. Лі хоче створити нову розумну расу істот, які замінять людство та призведуть до процвітання планети. Команда Alpha Team була, як виявилось, прототипом такої раси. Лі таємно збирав ДНК кожного члена команди для створення їх копій з метою формування армії клонів із здібностями тварин, які б допомогли зробити цих клонів сильними.
Лі покидає корпорацію та втілює свої плани з першою п'ятіркою клонів. Вони ховаються від навколишніх у горах. Новим головою компанії Лі Індастріс та наставником Alpha Team стає член ради правління Гаррет. A.T.O.M. ведуть боротьбу з клонами та таємничим ніндзя на прізвисько Дракон. Також Аксель веде розслідування причин смерті свого батька Себастьяна Меннінга, що загинув під вас вибуху при виконанні одного із завдань разом з Александром Пейном. Пізніше стає відомо, що батько Акселя та Пейн брали участь у секретному проекті «Кризаліс», керівником якого був містер Лі.

## Alpha Team
Команда складається з п'яти підлітків. Ними є: Аксель Меннінг, ОлІвер Шаркер (Шарк), Каталіна Ліоне (Лайнес), Крей Кінгстон (Кінг), Зак Гоукс (Гоук).

### Аксель Меннінг
Лідер команди. Майстер вигаданого бойового мистецтва Джо-Лан, що надає можливість супроводжувати будь-який рух сильним викидом енергії. Цьому бойовому мистецтву Аксель навчився від батька Себастьяна Меннінга. Коли Акселю було 10, його батько загинув у результаті вибуху. Спочатку вважалось, що винуватцем смерті Себастьяна є Александр Пейн, але у другому сезоні серіалу глядач дізнається, що це не так. Впродовж всього серіалу були натяки на те, що батько Акселя живий. У фіналі другого сезону стає відомо, що його утримують у полоні в «Зміїного хвоста». Аксель обожнює швидкість. Важко переживає моменти, коли хтось помер чи постраждав через нього. Закоханий в Лайнес. У першому сезоні серіалу Аксель ненавидів Пейна, бо вважав його вбивцею батька. Наприкінці сезону Акселю вдається відправити Пейна за ґрати. У другому сезоні, побачивши справжні наміри Лі, Аксель почував себе зрадженим і заприсягся зупинити Лі за будь-яку ціну.

### Лайнес
Каталіна Ліоне, більш відома як Лайнес — донька працівниці банку та рок-співака. Вона володіє мистецтвом капоейри. Як і Аксель бореться до останнього. Лайнес — єдина дівчина у команді. Вміє читати по губах. Найбільше боїться публічних виступів та болю, що може завдавати Пейн. Закохана в Акселя. Ревнує його, намагається приховувати свої почуття. У неї є четверо братів та кузина Лайзе, яка з'являється в серії «Дистанційне управління». Вважається, що прототипом Лайнес може бути Крісті Монтейро із серії ігр-файтингів Tekken.

### Кінг
Крей Кінгстон — ніжний гігант з надлюдською силою. Його характерними рисами є досконале володіння будь-якою технікою. В дитинстві разом з батьком і братами відвідав Національний парк «Голубі ялинки». Відтоді, дуже любить тварин. Не любить, коли хтось погано поводить себе з ними. Під час спільного проживання з командою у нього була кішка, бразильська жаба, їжатець. Іноді Кінг бере участь в чемпіонатах з реслінгу. Він дуже любить смачно поїсти. Хоча у команді він виступає за здоровий спосіб життя, сам любить побалувати себе фаст-фудом. Зі слів Кінга у нього є декілька братів. Наймолодшим з них є Дюк — геній.

### Шарк
Олівер Герберт Шаркер — серфінгіст та студент-океанограф. Він не є сильним у рукопашнім бою, але вміє легко уникати летючих предметів. Шарк ніколи не прибирає у своїй кімнаті, тому у нього там завжди безлад. На перший погляд здається надто легковажним, однак, він непогано проявив себе в якості лідера у епізоді «Глибокий сон», коли Аксель знаходився в комі.

### Гоук
Зак Гоукс — обдарований льотчик-випробувач. В повітрі він почувається упевненіше, ніж на землі. У нього атлетичне тіло, але він не займається жодним бойовим мистецтвом. Його основний страх — вода. У другому сезоні Гоук переборов цей страх і навчився плавати. Він вважає себе природженим актором, проте серйозної кар'єри не побудував та не став надзвичайно відомим. Є найкомічнішим членом команди. Достатньо егоїстичний, але в біді готовий прийти на допомогу друзям. Про його сім'ю відомо лише те, що його батько відомий актор.

## Вороги Alpha Team у першому сезоні

### Александр Пейн
Головний злочинець першого сезону. Колись він був агентом, який разом з Себастьяном Меннінгом брав участь у проекті «Кризаліс». Пейн брав участь у поєдинку з ніндзя, що були послані Кваном. Він ледь не загинув, але був врятований Себастьяном. Під час бійки один ніндзя заклав вибухівку і Пейну вдалось врятуватись перед вибухом. Після цього у нього по всьому тілу з'явились шрами. Пейна звинуватили у смерті Себастьяна та посадили до в'язниці. Пізніше було організовано його втечу звідти.
Впродовж всього першого сезону Пейн намагається захопити та знищити Лендмарк — сіті й помститись за несправедливі обвинувачення. В кінці першого сезону Аксель вирішує розквитатись з Пейном сам на сам. Розуміючи, що він програв, Пейн розповідає Акселю, що він не винен у смерті його батька. Аксель все одно намагається вбити Пейна. Проте Лайнес повертає Акселю розум та не допускає звершення ним убивства Пейна. Пейна знову відправляють до в'язниці. В другому сезоні Кван посилає Дракона вбити Пейна і він викрадає його із в'язниці. Команда рятує його і повертає назад. Він розповідає Акселю все, що йому відомо про проект і дякує за порятунок.

### Флеш
Людина, що уважно слідкує за своїм здоров'ям та формою. Він бодибілдер. Все своє життя присвятив поліпшенню форми та нарощуванню мускулатури. У епізоді «З плоті» стався нещасний випадок: Флеш пошкодив ємність із хімічним реагентом, який, після контакту з його шкірою, ще більше змінив форму героя. Зустріч з таким чудовиськом закінчувалась численними переломами. Найчастіше його противником був Кінг. Справжнє ім'я Флеша — Альберт.

### Спайде
Винахідник, один із небагатьох соратників Александра Пейна. Справжнє ім'я — Роджер. Відданість Пейну зробила його правою рукою хазяїна.

### Саманта Пейн/Доктор Мегнесс
Донька Александа Пейна. Вперше з'являється у серії «Природний магнетизм». Має дуже важкий характер. Володіє магнетичними здібностями, які збільшуються на холоді та слабнуть в теплі. За вказівкою батька виявляла романтичний інтерес до Акселя, тому нейтралізувала Лайнес, сказавши, що у останньої перелом. Здібності Саманти також впливають на Джо-Лан.

## Вороги другого сезону

### Містер Лі
Винахідник та засновник Лі Індастріз. Він заснував команду Alpha після того, як перевірив їх на телешоу «Trackdown». Справжня сутність Лі проявляла себе повільно. Наприклад, він зберігав волосся Шарка та Гоука або приховував від команди своє місце перебування. Після нападу на Лі Індастріз Пейном, Гаррет та Аксель знайшли кімнату у яку ніхто не міг зайти, окрім самого Лі. Там були взірці ДНК команди та нова уніформа. В кінці першого сезону Лі створив схожу на рептилію істоту. Після того, як команда перемогла Пейна, Лі звільнив їх та обмежив у доступі до Лі Індастріз. Коли Аксель дізнався істинні наміри Лі, він почував себе зрадженим та поклявся зупинити Лі. Пізніше Лі починає експериментувати над собою і в результаті цього втрачає розум та стає злим героєм. 
Після зради своєї нової команди Лі повертається у свою корпорацію та видаляє всі дані щодо проекту клонування. Там його знаходить Дракон, однак, Лі не помирає, а піддається сильному опроміненню, яке змінює його.
Стає відомо, що Лі був керівником проекту «Кризаліс» та працював разом з Пейном і батьком Акселя над створенням ідеальних клонів. Проте їм було наказано припинити проект через велику кількість затрат. Заради збереження проекту Лі пішов на угоду з кримінальною організацією «Зміїний хвіст», керівником якої був Кван. Себастьян Меннінг та Александр Пейн вважали таку діяльність Лі зрадою. Вони розсекретили Лі. Заради збереження проекту Кван вирішив вбити Меннінга та Пейна. Пейну вдалось вижити, а Меннінга взяли в полон. Після цього Лі закрив проект і розірвав всі відносини із Кваном. З цього моменту Кван намагався вбити Лі та заволодіти результатами його досліджень. Після розповіді Лі, Аксель пробачає його, розуміючи, що той ні в чому не винен. Кван приходить і вбиває Лі, після чого йому майже вдається вбити Акселя. Однак, Лі вдається врятувати Акселя та інших членів команди. Після цього він зникає. Серіал завершується словами: «Думаю, ми ще зустрінемо його».